# Phyllopertha diversa
Phyllopertha diversa är en skalbaggsart som beskrevs av Waterhouse 1875. Phyllopertha diversa ingår i släktet Phyllopertha och familjen Rutelidae. Inga underarter finns listade i Catalogue of Life.